# Massimo Siviero
Massimo Siviero (Roma, 26 gennaio ...) è uno scrittore italiano di noir e gialli.
Come saggista, tra l'altro, ha pubblicato per la prima volta uno studio sulla scrittura e la storia del thriller partenopeo e ha scoperto e documentato che Napoli è la patria storica del giallo italiano.

## Biografia
Giornalista come redattore de Il Mattino e come corrispondente de Il Messaggero da Napoli, autore di gialli e saggista. Laurea in sociologia e corso in lingua e civiltà francese alla Sorbona di Parigi. Nato a Roma da genitori napoletani, vive a Napoli. Nel 1992 pubblica Il Diavolo Giallo, il suo primo romanzo poliziesco con il quale vince il Festival in Noir di Viareggio. Fa la sua prima apparizione il personaggio del commissario capo Gabriele Abruzzese, il protagonista anche dei successivi romanzi.

## Tematiche
Le trame dei suoi libri si svolgono in una società corrotta e malata che vuole trasformare le vittime in carnefici e coprire i colpevoli con una complicità tutta borghese. Fa da sfondo alle storie, anche quando non è protagonista, una criminalità organizzata che ha sempre avuto vita facile nella metropoli all'ombra del Vesuvio. Ha firmato diversi racconti. Napoli è l'altra protagonista dei suoi noir. Ha cercato di conciliare la tecnica investigativa con la narrazione d'ambiente legata alla cronaca nera e alla malavita. Anche per questo i suoi romanzi rientrano nel panorama del noir mediterraneo. La finalità dichiarata dei suoi romanzi non è quella di far evadere ma di invadere il lettore.
Le indagini, nelle sue storie, privilegiano il fiuto e il metodo artigianale del protagonista Gabriele Abruzzese accanto alle procedure di medicina legale e di polizia scientifica tipiche del romanzo poliziesco.
Nel romanzo Caponapoli, uscito nella collana del Giallo Mondadori, il protagonista è il detective privato Joe Pazienza. Il personaggio principale di Scorciatoia per la morte, pubblicato con Tullio Pironti Editore, è il commissario della Squadra Omicidi Ercole Basile.

## I saggi
Ha documentato che Napoli è la patria storica del giallo italiano: nel 1851-1852 il napoletano Francesco Mastriani, con Il mio cadavere, ha pubblicato a puntate il primo romanzo del genere in Italia. L'anno dopo è uscito il libro con l'editore Rossi di Genova.
Ha anche scoperto che Giacomo Leopardi, oltre che ad essere appassionato di vulcanologia, scrisse due odi a sfondo giallo che decise di non pubblicare.

## Opere
- Il Diavolo Giallo, Camunia, 1992, ISBN 88-7767-121-1.
- Il terno di San Gennaro, Lo stagno incantato, 1999, ISBN 88-88022-02-3.
- Un mistero occitano per il commissario Abruzzese, Claudiana, 2001, ISBN 88-7016-391-1.
- Come scrivere un giallo napoletano - con elementi di sceneggiatura, Graus, 2003, ISBN 88-8346-047-2.
- Vendesi Napoli, Dario Flaccovio Editore, 2005, ISBN 88-7758-605-2.
- Mater Munnezza, CentoAutori, 2011, ISBN 978-88-97121-13-8.
- Caponapoli, Mondadori, 2012, ISBN 978-88-520-2606-5.
- Scorciatoia per la morte, Tullio Pironti Editore, 2015, ISBN 978-88-7937-687-7.

## Premi e riconoscimenti
- 1992 Festival in Noir con il romanzo Il Diavolo Giallo
- 1999 Premio speciale Procida - Isola di Arturo-Elsa Morante e Premio Napoli in giallo con il romanzo Il terno di San Gennaro
- 1999 Premio Luigi Gullo per un racconto inedito sul Mezzogiorno con La carrozza della Storia
- 2002 Premio della Cultura della Presidenza del Consiglio per la narrativa
- 2002 Premio ENAP
- 2002 Finalista del Premio Scerbanenco per il miglior giallo italiano con il romanzo Un mistero occitano per il commissario Abruzzese
- 2003 Premio Città di Guardia, Città di Pace
- 2005 Selezione Premio Scerbanenco con il romanzo Vendesi Napoli, il più votato dalla giuria popolare
- 2006 Premio internazionale di giornalismo Sebetia-Ter[25]